# Francisca Chepkurui
Francisca Chepkurui (* 11. September 1963) ist eine ehemalige kenianische Sprinterin, die sich auf den 400-Meter-Lauf spezialisiert hat. Über diese Distanz siegte sie 1987 bei den Afrikaspielen in Nairobi und feierte damit ihren größten sportlichen Erfolg.

## Sportliche Laufbahn
Erste internationale Erfahrungen sammelte Francisca Chepkurui vermutlich im Jahr 1987, als sie bei den Afrikaspielen in Nairobi in 51,99 s die Goldmedaille über 400 Meter gewann und mit der kenianischen 4-mal-400-Meter-Staffel in 3:28,94 min gemeinsam mit Geraldine Shitandayi, Florence Wanjiru und Esther Kawaya die Silbermedaille hinter dem nigerianischen Team gewann. Anschließend schied sie bei den Weltmeisterschaften in Rom mit 52,86 s im Halbfinale über 400 Meter aus und verpasste mit der Staffel mit 3:30,16 min den Finaleinzug.

## Persönliche Bestleistungen
- 400 Meter: 51,99 s, 8. August 1987 in Nairobi
- 800 Meter: 1:58,1 min, 13. August 1988 in Nairobi